# Joachim Liquevet
Joachim Liquevet est un peintre français, possiblement originaire du Nord de l'Europe et mort en 1690.

## Biographie
Ses origines semblent être du Nord de l'Europe, Allemagne ou Pays Bas. Liquevet est actif à Lyon entre 1658 ou 1660 et 1690 où il est maître-peintre et « député des peintres » en 1664, 1685 et 1689.

## Œuvres
- L'Annonciation, chapelle de l'Hôtel-Dieu de Lyon, 1683 ;
- Vierge avec saint Roch et saint Sébastien[M 1] ou Notre-Dame et saint Sébastien[1], œuvre perdue, chapelle Saint-Roch de l'église Saint-Pierre-le-Vieux[1] de Lyon, 1675[M 1] ;
- Vierge à l'enfant Jésus, tableau vendu aux enchères à Paris en 1989 attribué à Joachim Liquevet, « peintre actif à Liège »[M 1] ;
- Portrait de femme, musée des Beaux-Arts de Lyon[2].

## Galerie

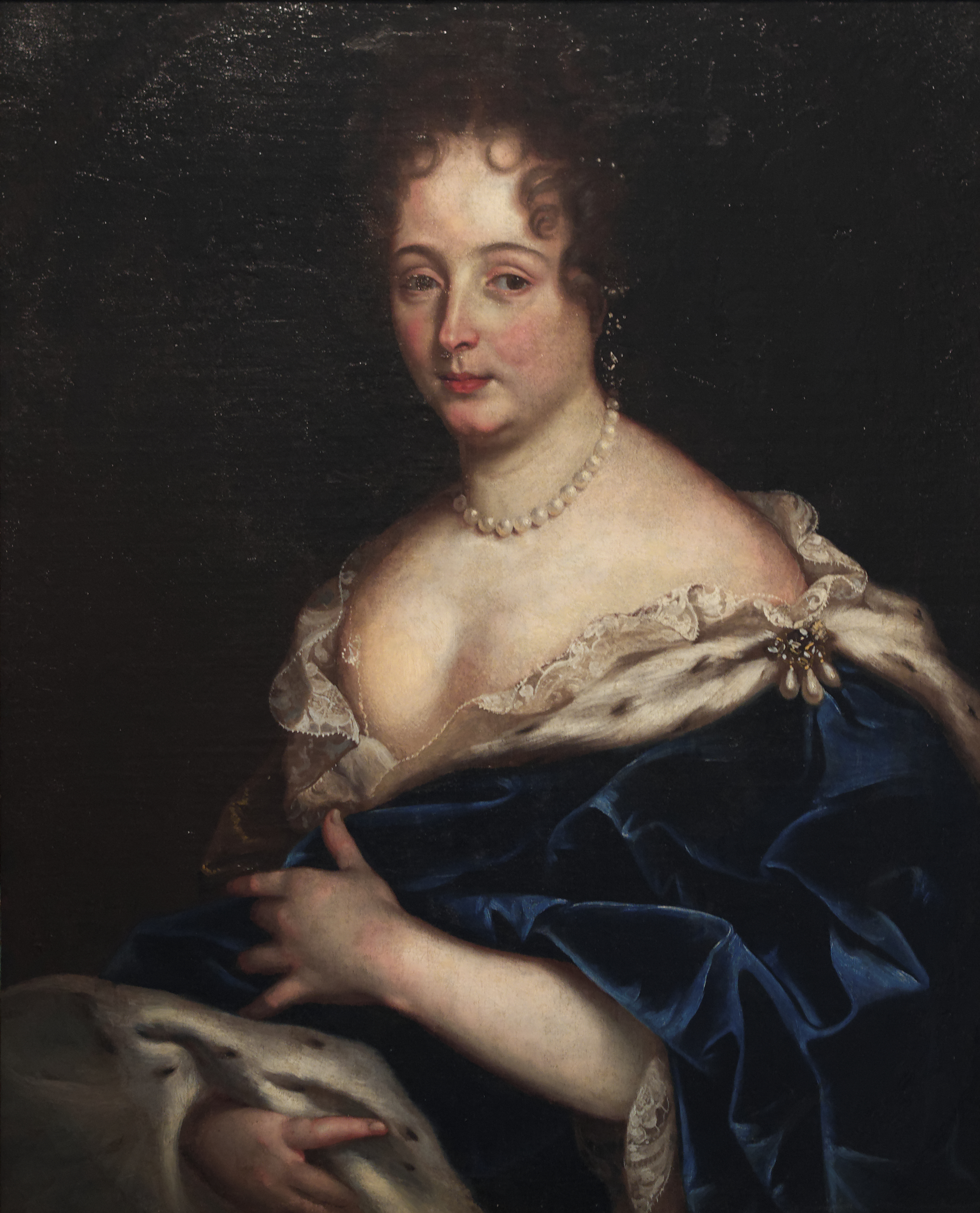
Madame de Créqui (c. 1675-1700), Musée national d'art de Roumanie

## Sources
- Claude Lapras, Chantal Rousset-Beaumesnil, La chapelle de l'Hôtel-Dieu de Lyon, éditions lyonnaises d'art et d'histoire, 2002,  (ISBN 2841471306), 91 pages

1. 1 2  p. 34

- Suzanne Marchand, Dominique Bertin, Maria-Gabriella De Monte, Nathalie Mathian, Didier Repellin, La chapelle de l'Hôtel-Dieu de Lyon. Carnet d'une restauration, éditions lyonnaises d'art et d'histoire, Hospices civils de Lyon, 2014

1. 1 2 3 4 5 6  p. 111